# Петорак
Петорак, Петораци или Петорица (грч. Τριπόταμος, Трипотамос) је насеље у Грчкој у општини Лерин, периферија Западна Македонија. Према попису из 2021. било је 236 становника.
На попису из 1991. године Петорак је имао 355 становника, од чега су Словени већина а остали су потомци грчких избеглица из Турске и досељених Албанаца из Епира.

## Становништво
| Година       | 1951 | 1961 | 1971 | 1981 | 1991 | 2001 | 2011 |
| ------------ | ---- | ---- | ---- | ---- | ---- | ---- | ---- |
| Становништво | 483  | 468  | 404  | 371  | 355  | 356  | 311  |